# When Helen Was Elected
When Helen Was Elected è un cortometraggio muto del 1912 scritto e diretto da Lem B. Parker.

## Trama
Felicemente sposato, Beacher Summers si dà alla politica, diventando il candidato per la carica di sindaco del Partito Progressista. La zia di sua moglie Helen è una fiera suffragetta che non tollera che la nipote sprechi il suo talento solo per le faccende domestiche. Tanto fa, che riesce a convincere Helen a presentarsi alle elezioni. Pur se completamente digiuna di politica, la giovane diventa così l'avversaria del proprio marito ma, non sapendo destreggiarsi in quel campo minato, si trova più di una volta in qualche situazione imbarazzante che la rende ridicola. Alla resa dei conti, però, quando si contano i voti, si scopre che è proprio Helen a essere stata eletta. Ma non potrà diventare sindaco perché non ne ha ancora l'età, essendo troppo giovane.

## Produzione
Il film fu prodotto dalla Selig Polyscope Company.

## Distribuzione
Distribuito dalla General Film Company, il film - un cortometraggio di una bobina - uscì nelle sale cinematografiche statunitensi il 4 dicembre 1912. Nel Regno Unito venne distribuito l'anno seguente, il 2 marzo 1913.